# Gangsta.
Gangsta. (Eigenschreibweise GANGSTA.) ist ein Manga geschrieben und gezeichnet von Kohske. Der Manga erscheint seit 2011 in Shinchoshas Magazin Monthly Comic @Bunch. Die Serie wurde 2015 als Anime adaptiert.

## Inhalt
Die Serie spielt in der Stadt Ergastulum, die voll von Mafia, Kleinkriminellen, Prostituierten und bestechlichen Polizisten ist. Die Geschichte erzählt von zwei Handlangern, Nicolas Brown und Worick Arcangelo, die von jedem angeheuert werden können und die Jobs übernehmen, die sonst niemand machen möchte. Eines Tages begegnet den beiden die Prostituierte Alex und dunkle Geheimnisse dringen ans Tageslicht.

## Veröffentlichung
Der Manga erscheint seit dem 21. Januar 2011 (Ausgabe 3/2011) im Magazin Monthly Comic @Bunch des Verlags Shinchōsha in Japan. Die Einzelkapitel wurden bisher in acht Sammelbänden (Stand: Mai 2018) veröffentlicht. 
Auf Deutsch erscheint der Manga seit August 2015 bei Carlsen Manga in bisher acht Bänden. In den USA veröffentlicht Viz Media die Serie, eine französische Fassung erscheint bei Glénat und eine chinesische bei Tong Li. 
Ein Spin-off-Manga mit den Namen Gangsta:Cursed. EP_Marco Adriano erscheint im Magazin GoGo Punch seit dem 9. April 2014. Der Manga konzentriert sich auf den Mafia-Angehörigen Marco Adriano, einen Charakter aus dem Originalwerk. Der erste Sammelband wurde am 9. Juli 2015 veröffentlicht, der fünfte und letzte 2018. Von März 2017 bis August 2019 erschien der Ableger bei Carlsen auf Deutsch.

## Adaptionen

### Anime
Eine Anime-Adaption entstand im Studio Manglobe unter der Regie von Shūkō Murase (kantoku) und Kōichi Hatsumi (series director). Der Anime startete in Japan am 1. Juli 2015 auf Tokyo MX, Asahi Broadcasting Corporation, TV Aichi und BS11. Außerdem wird der Anime auf Bandai Channel und Niconico gestreamt. Die Serie endete mit 12 Episoden am 27. September 2015.
In Deutschland wurde der Anime von Nipponart lizenziert und lief bei Anime on Demand als Simulcast.

#### Synchronsprecher
| Rolle                           | Japanische Stimme  | Deutsche Stimme     |
| ------------------------------- | ------------------ | ------------------- |
| Nicolas Brown                   | Kenjiro Tsuda      | Gerhard Jilka       |
| Worick Arcangelo                | Junichi Suwabe     | Mike Carl           |
| Alex Benedetto                  | Mamiko Noto        | Tatjana Pokorny     |
| Chad Adkins                     | Tetsuo Kaneo       | Thomas Rauscher     |
| Cody Balfour                    | Kaito Ishikawa     | Leonard Hohm        |
| Constance Raveau                | Ami Koshimizu      | Ilena Gwisdalla     |
| Nina                            | Aoi Yūki           | Bettina Zech        |
| Daniel Monroe                   | Katsuhisa Houki    | Walter von Hauff    |
| Marco Adriano                   | Takahiro Sakurai   | René Oltmanns       |
| Ivan Grazef                     | Takuya Kirimoto    | Matthias Kupfer     |
| Theo                            | Satoshi Mikami     | Crock Krumbiegel    |
| Doug                            | Hiroyuki Yoshino   | Felix Auer          |
| Loretta Amodio Cristiano Amodio | Kana Ueda          | Leslie-Vanessa Lill |
| Ginger                          | Mikako Komatsu     | Anna Ewelina        |
| Galahad Woeho                   | Tetsu Inada        | Josef Vossenkuhl    |
| Miles Meyer                     | Tsuyoshi Koyama    | Jakob Riedl         |
| Gina Paulklee                   | Yoshiko Sakakibara | Jo Kern             |
| Yang                            | Tomoaki Maeno      | Oliver Scheffel     |
| Delico                          | Tomohisa Hashizume |                     |

##### Musik
Die Serienmusik stammt von Tsutchie. Der Vorspanntitel Renegade ist von der Band Stereo Dive Foundation, der Abspanntitel Yoru no Kuni wurde von Annabel gesungen.

### Roman
Am 1. August 2015 erschien ein Roman, der von Jun'ichi Kawabata geschrieben wurde.

### Hörspiel
Am 21. August 2014 erschien eine Hörspiel-CD Reihe, die drei CDs umfasst.